# Göttin der Vernunft (kadrilj)
Göttin der Vernunft, op. 476, är en kadrilj av Johann Strauss den yngre. Den spelades första gången den 24 januari 1898 i Sofienbad-Saal i Wien.

## Historia
Johann Strauss var 70 år när han sommaren 1896 accepterade librettot av Alfred Maria Willner och Bernhard Buchbinder till sin nya operett Die Göttin der Vernunft. Det dröjde dock inte länge förrän det uppstod stridigheter, då Strauss var allt annat än nöjd med handlingen i operetten, som var tänkt att visa en skämtsam sida av den franska revolutionen. När Strauss önskade distansera sig från projektet skrev Willner bestämt till honom den 9 augusti 1896: "Herr Buchbinder vill inte på några villkor bryta kontraktet mellan oss tre... och jag för min del känner mig bunden att fortsätta följa kontraktet. Följaktligen ska jag tillåta mig att skicka ytterligare textrader till dig". Strauss var således tvingad att fortsätta komponerandet men var inte närvarande vid premiären i Theater an der Wien den 13 mars 1897. Han skyllde på "harmlös bronkitkatarr". Bulletiner om operettens framskridande telefonerades till honom efter varje akt. Senare skulle han endast närvara vid en enda av föreställningarna.
Det musikaliska arbetet hade överlåtits till kapellmästaren Adolf Müller junior (1839-1901). Strauss dödssjuke vän Johannes Brahms släpade sig till premiären, men gick under tredje akten. Han avled av cancer den 3 april samma år. Recensenten i Wiener Rundscha dömde som så många andra ut valet av libretto men fortsatte: "Hur som helst, musiken har många förtjänster, särskilt instrumenteringen, även om de förväntade valspärlorna inte infriades".
Förlaget "Emil Berté & Cie" visade föga intresse för operetten och blev nästan paralyserade då verket togs bort från repertoaren efter endast 36 föreställningar. Redan den 14 mars 1897 skrev Johanns broder Eduard Strauss: "Tyvärr finns det inte längre någon tid att arrangera musiken. Inom två eller tre veckor stänger alla konsertsalar. Och när maj månad nalkas kommer publiken ha glömt bort dem". En tid senare klagade Eduard att förlaget inte hade skickat honom något material alls och att var glad att han personligen hade förberett valsen Heut' ist heut' (op. 471). Tre dagar efter premiären, den 16 mars, annonserade förlaget i Fremden-Blatt att klaverutdragen till tre av verken (valsen Heut' ist heut' op 471, polkan Nur nicht mucken op. 472 och marschen Wo uns're Fahne weht op. 473) skulle vara tillgängliga "inom 8 dagar", och att ytterligare arrangemang var på gång (polkan Da nicken die Giebel, galoppen Frisch gewagt och kadriljen Die Göttin der Vernunft). Den 21 mars utlovade en andra annons i samma tidning att verken skulle bli tillgängliga "inom 8 dagar". Den 14 maj 1897 klagade juridikstudenten Hans Reichert för fru Adèle Strauss att förlaget hade informerat honom att det skulle dröja "ytterligare veckor" innan de förväntade kunna ge ut klaverutdragen. 
Om Johann Strauss verkligen hade arrangerat dansstyckena själv är det mycket troligt att de hade brunnit upp 1907, då Eduard Strauss brände upp hela Straussarkivet. 1994 hittades klaverutdragen till de tre förlorade dansstyckena i en privat samling i Schweiz. Då deras exakta proveniens är oklar framgår det att de hade tillhört dirigenten Felix Weingartner, som hade skänkt dem till den nuvarande ägaren. Varje stycke bär ett opustal (474, 475 och 476) skrivet med blyertspenna och är signerad för hand med initialerna "RR" - initialerna av dirigenten Rudolf Raimann (1861-1913), som hade fått i uppdrag av "Emil Berté & Cie" att förbereda klaverutdragen från Die Göttin der Vernunft för publicering. Än mer avslöjande är de, med Raimanns handstil, tillägg på manuskripten i slutet av Da nicken die Giebel: "Wien, 14 mars 1898. Korrekt transkription och utförande av förlaga av A. Müller jun". Trots att tillägget bara står på det första av de tre klaverutdraget, är det uppenbart att den aktuella urvalet och melodiernas ordning var utfört av Adolf Müller junior. Müller skulle ett år senare arrangera musiken till Johann Strauss postuma operett Wiener Blut.
Dateringen av Da nicken die Giebel är särskilt intressant på grund av dess närhet i tid till en annan av de förlorade verken;  kadriljen Göttin der Vernunft. Den 23 januari 1898 hade Fremden-Blatt en artikel om den kommande Arkitektbalen som skulle äga rum den 24 januari 1898 i Sofienbad-Saal i Wien. I artikeln stod det: "Johann Strauss hade tillägnat balen en kadrilj, Heinrich Berté en polka och kapellmästare Wilhelm Wacek en vals". Vilken kadrilj det gällde avslöjades först på balkvällen. Kvällsupplagan av Fremden-Blatt den 26 januari rapporterade: "Johan Strauss tillägnade balkommittén en kadrilj: Göttin der Vernunft, vilken innehöll charmerande melodier och mottog stormande applåder, inte minst då den utfördes med precision av 'Deutschmeister Regiment' under ledning av kapellmästare Wacek".
Var Strauss själv ansvarig för sammansättningen av kadriljen Göttin der Vernunft utifrån melodier från operetten? Eller var den arrangerad av Müller eller Wilhelm Wacek med Strauss godkännande utifrån förlagets publicerade klaverutdrag? En annan möjlighet är att Müller gjorde det första urvalet av melodier och att Wacek arrangerade dessa för sin orkester. Hur som helst förblev kadriljen opublicerad som orkesterverk och spelades varken av Capelle Strauss eller någon av de otaliga (militär)orkestrar som fanns i Wien vid tiden.
Nuvarande inspelningar av kadriljen har arrangerats utifrån klaverutdraget av kapellmästare Christian Pollack.

## Om kadriljen
Speltiden är ca 5 minuter och 17 sekunder plus minus några sekunder beroende på dirigentens musikaliska tolkning.
Kadriljen var ett av sex verk där Strauss återanvände musik från operetten Die Göttin der Vernunft:
- Heut' ist heut', Vals, Opus 471
- Nur nicht mucken, Polka-française, Opus 472
- Wo uns're Fahne weht, Marsch, Opus 473
- Da nicken die Giebel, Polkamazurka, Opus 474
- Frisch gewagt, Galopp, Opus 475
- Göttin der Vernunft, Kadrilj, Opus 476

## Weblänkar
- Göttin der Vernunft i Naxos-utgåvan.